# Trimebutina
La trimebutina è un farmaco antispastico, derivato della papaverina. È una molecola di sintesi dotata di azione regolatrice sulla motilità del tubo digerente che trova impiego sia nel trattamento dei sintomi della sindrome del colon irritabile sia nei disturbi della motilità intestinale spesso secondari ad un intervento chirurgico intestinale. In Italia il farmaco è venduto dalla azienda farmaceutica Polifarma con il nome Digerent e dalla Alfasigma con il nome Debridat. Essendo scaduto da tempo il brevetto trimebutina è venduta anche come farmaco generico, ovvero medicinale equivalente, da alcune altre società farmaceutiche. Trimebutina è disponibile nella forma farmaceutica di capsule da 150 mg.

## Farmacodinamica
La trimebutina agisce come un agonista dei recettori encefalinergici dell'apparato gastrointestinale, e mostra un'azione di tipo encefalinosimile, ovvero determina una riduzione del dolore e dello spasmo simulando l'azione delle encefaline, sostanze endogene dal profilo simile a quello delle endorfine. L'azione è mediata dalla interazione di tipo agonistico della molecola con i recettori periferici degli oppiacei di tipo mu, kappa e delta. Il dato è confermato dal fatto che anche semplicemente bassi dosaggi di naloxone sono in grado di inibire la stimolazione indotta da trimebutina.
Il farmaco svolge un'azione regolatrice sulla motilità del tubo digerente. L'effetto principale della trimebutina consiste nella normalizzazione delle condizioni e della velocità del transito gastro-intestinale.

Questo effetto è probabilmente mediato dalla stimolazione al rilascio di peptidi gastrointestinali, come la motilina, e la modulazione nel rilascio di altri peptidi, incluso il peptide vasoattivo intestinale (VIP), la gastrina ed il glucagone.

In cani anestetizzati la molecola produce dapprima un'inibizione e quindi un potenziamento della motilità spontanea di stomaco, duodeno, digiuno, ileo e colon. La molecola è priva di effetti anticolinergici.

## Farmacocinetica
Dopo somministrazione orale il farmaco viene assorbito dal tratto gastrointestinale e si distribuisce ai tessuti biologici, con una particolare affinità per quei distretti dell'apparato gastro-enterico in cui sono evidenti i plessi nervosi autonomi di Meissner ed Auerbach.
La distribuzione ai tessuti è estremamente rapida a livello esofageo (circa 1 ora dalla somministrazione) e gastrico (entro 3 ore), più lenta (6 ore dalla assunzione) per il distretto intestinale, sia tenue che crasso.
L'eliminazione del farmaco avviene sostanzialmente per via urinaria nella misura dell'85% circa entro 24 ore dalla somministrazione. Il principale prodotto del metabolismo di trimebutina nell'uomo è la nor-trimebutina.

## Usi clinici
Trimebutina viene utilizzata nel trattamento del colon irritabile, della dispepsia e di altri disturbi funzionali della motilità gastrica, esofagea ed intestinale.
Il farmaco trova inoltre impiego nell'atonia intestinale secondaria ad interventi chirurgici addominali e, limitatamente alla forma farmaceutica in fiale, nella preparazione agli esami radiografici ed endoscopici del tubo digerente.

## Effetti collaterali ed indesiderati
In corso di trattamento con trimebutina si possono verificare reazioni allergiche (anche ritardate), dermatiti, reazioni cutanee, ipotensione arteriosa e lipotimie. Gli effetti collaterali sono più evidenti se la somministrazione avviene per via endovenosa. Trimebutina non presenta rischi di assuefazione o dipendenza.

## Controindicazioni
Il farmaco è controindicato in soggetti con ipersensibilità accertata al principio attivo.
Trimebutina è controindicata nei soggetti affetti da colite ulcerosa oppure da megacolon tossico, ileo meccanico od altra patologia ostruttiva dell'apparato gastrointestinale.

## Dosi terapeutiche
Negli adulti è consigliato un dosaggio di 150 mg (una capsula) 2-3 volte al giorno.

In caso di ricorso alla soluzione iniettabile si consigliano 100–150 mg (pari a 2 o 3 fiale) in somministrazione endovenosa lenta (3-5 minuti) per via intramuscolare.

## Sovradosaggio
In letteratura non sono segnalati casi di sovradosaggio da trimebutina.
Non esiste comunque un antidoto specifico al farmaco. Nei soggetti intossicati è consigliabile procedere alla lavanda gastrica ed instaurare le normali procedure di supporto.

## Gravidanza e allattamento
Studi sperimentali sugli animali non hanno evidenziato teratogenicità del farmaco, tuttavia trimebutina è bene non venga utilizzata nel primo trimestre di gravidanza e nelle donne che allattano al seno.